# Quinchamalium procumbens
Quinchamalium procumbens là một loài thực vật có hoa trong họ Schoepfiaceae. Loài này được Ruiz & Pav. miêu tả khoa học đầu tiên năm 1799.